# Solanum unifoliatum
Solanum unifoliatum är en potatisväxtart som beskrevs av Sandra Diane Knapp. Solanum unifoliatum ingår i släktet skattor som ingår i familjen potatisväxter. Inga underarter finns listade i Catalogue of Life.